# 豊岡市立豊岡小学校
豊岡市立豊岡小学校（とよおかしりつ とよおかしょうがっこう）は兵庫県豊岡市中央町にある公立小学校。略称は豊小（とよしょう）

## 概要
1873年2月17日に学制の公布により来迎寺（同市中央町）を仮校舎として定め、豊岡小学校として開校式を挙行した。しかし、同年4月には手狭となり光行寺（元町）に移転し、開校から2年が経過した1875年9月に本町の旧豊岡藩地水野屋敷（現在位置）に新校舎を建設した。
1922年1月に完成した新校舎は兵庫県北部（但馬）地域では初めてとなる和洋折衷の鉄筋コンクリート構造であった。1940年12月に京極氏邸に豊岡小学校同窓会付属図書館を開設し、1943年12月には図書館を町に移管し現在の豊岡市立図書館となった。
1947年4月に教育制度改革に伴い、豊岡南中学校の開校式ならびに入学式を講堂で挙行し、講堂にて授業を開始することとなった。翌1948年には新制高等学校発足に伴い旧制兵庫県立豊岡中学校と旧制兵庫県立豊岡高等女学校が統合されて兵庫県立豊岡高等学校となったため、併設していた豊岡南中学校が旧兵庫県立豊岡高女学校の校舎に移転した。
開校以来、同校では豊岡市における主要なイベントが実施されており、1950年の第1回市民体育大会、1951年9月には第1回「豊岡市卸売見本市」が（以後43年まで）開催されている。1957年8月には市と商工会主催による但馬開発博覧会を開催し、6日間で来場者10万人を超えた。
例年5月には大石りくを偲ぶ大石りくまつりが開催されている。

## 沿革
- 1873年（明治6年）
  - 2月17日 - 来迎寺にて開校
  - 4月29日 - 光行寺に移転する
- 1875年（明治8年）9月1日 - 現在位置に新校舎を建設する
- 1882年（明治15年）6月7日 - 新校舎を建設する
- 1885年（明治18年）7月 - 洪水により校舎の一部が被害。また小田井小学校校舎が流失したため統合
- 1886年（明治19年）1月 - 城崎郡勧業会を開催
- 1887年（明治20年）4月1日 - 小学校令改正に伴い尋常・高等・簡易の3校を併設する
- 1891年（明治24年）3月31日 - 簡易小学校を廃止し、尋常小学校となる
- 1899年（明治32年） - 校舎を増築する、工費7690円
- 1914年（大正3年）10月5日 - 文部科学省より認可を受け、校歌を制定
- 1922年（大正11年）1月6日 - 新校舎が完成する、但馬地方で初めての鉄筋コンクリート造建築
- 1925年（大正14年）5月23日 - 北但大震災が発生し、校舎が半壊。帰宅途中の児童6名と実習校生1名が死亡
- 1930年（昭和5年） - 二宮金次郎像が建立される
- 1931年（昭和6年）4月20日 - 中江種造慰霊祭を慣行
- 1933年（昭和8年）10月2日 - 松山城放火事件の犯人による放火により校舎の大半を焼失する
- 1935年（昭和10年）7月15日 - 新校舎が竣工する
- 1939年（昭和14年）7月16日 - 校庭で国防体育大会が開催される
- 1940年（昭和15年）
  - 国防思想普及大展覧会が開催される
  - 12月25日 - 同窓会付属図書館が開設（京極氏邸）
- 1941年（昭和16年）4月1日 - 国民学校令に基づき国民学校が設立、豊岡第一国民学校と改称する
- 1943年（昭和18年）12月25日 - 図書館を町に移管し「豊岡町立図書館（豊岡市立図書館）」となる
- 1947年（昭和22年）
  - 4月1日 - 教育基本法、学校教育法に基づいて小学校に戻る
  - 4月21日 - 教育制度改革に伴い豊岡南中学校の開校式ならびに入学式を講堂で挙行する
  - 7月 - PTAが結成される
- 1948年（昭和23年）
  - 4月 - 脱脂粉乳の配給を受け給食を開始する
  - 7月17日 - 併設していた豊岡南中学校が旧豊岡高女に移転する
- 1950年（昭和25年）
  - 4月1日 - 市制施行に伴い校名を豊岡市立豊岡小学校と改称する
  - 9月17日 - 第1回「市民体育大会」を開催
  - 10月 - 給食調理施設を拡張し、土曜を除く毎日の給食を開始
- 1951年（昭和26年）
  - パンと牛乳の給食が開始される
  - 9月23日 - 第1回「豊岡市卸売見本市」を開催（以後43年まで）
- 1952年（昭和27年）4月 - 養護学級を設置する
- 1954年（昭和29年）6月 - 学校給食法が制定される
- 1957年（昭和32年）8月20日 - 但馬開発博覧会が開催される（来場者10万人以上）
- 1973年（昭和48年）11月 - 創立100周年を迎える
- 1984年（昭和59年）10月1日 - 体育館が完成する（鉄筋2階・1944平米）

## 教育目標
- 自分は自分を創る主人公

## 通学区域
「豊岡市立学校の通学区域等に関する規則」による。
- 大磯町、城南町、桜町、三坂町、山王町、京町、立野町、中央町、千代田町、野田、若松町、加広町、幸町、小田井町、元町、泉町、寿町、大手町8・9番街区及び三坂（一部他校との重複区域あり）

2024年度までは、概ね中央町・千代田町を境に進学先は豊岡市立豊岡南中学校と豊岡市立豊岡北中学校に分かれていた。豊岡市立小学校で唯一中学校進学時に区域が分割されることから、学校・教育委員会・PTAが共同して「分散進学問題検討委員会」が設置され、協議の結果2025年度からは豊岡南中へ進学先が一本化されることとなった。

## 学校行事
- 柳まつり（豊岡踊り・子供連）
- 校外学習（1年生）
- 地区探検（2年生）
- 校区探検（3年生）
- 自転車教室、社会見学（4年生）
- 自然学校（5年生）
- 修学旅行（6年生）

## 出身者
- 神矢粛一（1849年3月 - 1919年1月5日） - 本校初代校長、本館前に胸像が建っている。沖野家の次男。
- 森垣亀一郎（1874年‐1934年）- 神矢の次女ふみと結婚。
- 水岡俊一（政治家、前参議院議員）

## 交通
- 豊岡駅（JR西日本山陰本線・京都丹後鉄道宮豊線）より850m、徒歩10分

## 通学区域が隣接している学校
- 豊岡市立八条小学校
- 豊岡市立五荘小学校
- 豊岡市立田鶴野小学校
- 豊岡市立三江小学校
- 豊岡市立新田小学校